# Куликов, Фёдор Фёдорович
Фёдор Фёдорович Кулико́в (15 сентября 1914, Игодово, Галичский уезд, Костромская губерния, Российская империя — 16 декабря 1979, Минск, Белорусская ССР, СССР) — полковник Советской Армии, участник Великой Отечественной войны, Герой Советского Союза (1945).

## Биография
Фёдор Куликов родился 15 сентября 1914 года в селе Игодово (ныне — Островский район Костромской области). После окончания Костромского педагогического техникума работал учителем, затем директором школы. В ноябре 1939 года Куликов был призван на службу в Рабоче-крестьянскую Красную Армию. С ноября 1941 года — на фронтах Великой Отечественной войны. В 1943 году он окончил курсы переподготовки политсостава. В январе 1945 года был ранен.
К апрелю 1945 года капитан Фёдор Куликов командовал батальоном 407-го стрелкового полка 108-й стрелковой дивизии 46-го стрелкового корпуса 65-й армии 2-го Белорусского фронта. Отличился во время форсирования Одера. В ночь с 18 на 19 апреля батальон Куликова переправился через Ост-Одер и захватил остров на реке, а следующей ночью переправился через Вест-Одер и захватил плацдарм на его западном берегу, после чего сутки удерживал его, отразив четыре немецких контратаки, уничтожив 154 солдат и офицеров, взяв ещё 24 в плен, захватив 12 пулемётов, 54 автомата, 1 танк.
Указом Президиума Верховного Совета СССР от 29 июня 1945 года за «форсирование Одера, за захват и удержание плацдарма на его западном берегу, за проявленные при этом отвагу и героизм» капитан Фёдор Куликов был удостоен высокого звания Героя Советского Союза с вручением ордена Ленина и медали «Золотая Звезда» за номером 7503.
После окончания войны Куликов продолжил службу в Советской Армии. В 1959 году в звании полковника он был уволен в запас. Проживал в городе Старые Дороги Минской области Белорусской ССР, работал преподавателем начальной военной подготовки в местной школе. Скончался 16 декабря 1979 года, похоронен на Восточном кладбище Минска.
Был также награждён орденами Красного Знамени и Отечественной войны 2-й степени, двумя орденами Красной Звезды, рядом медалей.

## Память
В честь Куликова названы улицы в г. Старые Дороги (Минская область, Республика Беларусь) и Островском.
А также его имя носит государственное учреждение образования «Средняя школа № 1 г. Старые Дороги».